# Majete Game Reserve
Majete Game Reserve är ett viltreservat i Malawi. Det ligger i distriktet Chikwawa District och regionen Southern Region, i den södra delen av landet. Landskapet är främst savann.